# 7542 Johnpond
7542 Johnpond è un asteroide della fascia principale. Scoperto nel 1953, presenta un'orbita caratterizzata da un semiasse maggiore pari a 2,2589173 UA e da un'eccentricità di 0,1324695, inclinata di 5,81401° rispetto all'eclittica.
L'asteroide è dedicato all'astronomo britannico John Pond, il sesto a ricoprire il ruolo di astronomo reale.